# 堀家久靖
堀家 久靖（ほりけ ひさやす）は、日本の国土交通官僚。石川県土木部次長、内閣法制局参事官、気象庁次長等を経て、一般社団法人日本旅客船協会理事長、公益財団法人海技教育財団理事、国土交通省海事観光推進協議会委員。

## 人物・経歴
香川県高松市出身。香川県立高松高等学校を経て、1985年東京大学法学部卒業、運輸省入省。石川県企画開発部次長を経て、2000年石川県能登空港企画室次長兼土木部次長。2001年外務省在英国日本国大使館参事官。2004年内閣法制局参事官（第二部）。2008年国土交通省鉄道局業務政策課長。2010年国土交通省鉄道局都市鉄道課長。2011年運輸安全委員会事務局総務課長。2012年国土交通省航空局航空ネットワーク部航空ネットワーク企画課長。
2013年国土交通省海事局総務課長。2014年鉄道建設・運輸施設整備支援機構渉外・監査統括役。2016年6月21日国土交通省大臣官房審議官（国土政策局、自動車局、運輸審議会担当）。2017年7月7日気象庁次長。2018年7月31日、大臣官房付・即日辞職。同年11月1日東京海上日動火災保険株式会社顧問。2019年一般社団法人日本旅客船協会理事長、国土交通省海事観光推進協議会委員、公益財団法人海技教育財団理事。2020年一般財団法人環境優良車普及機構理事長。